# Stephen Boyd
Stephen Boyd (Glengormley, Irlanda del Nord, 4 de juliol de 1931 - Northridge, Califòrnia, EUA, 2 de juny de 1977) va ser un actor nord-irlandès, conegut per les seves interpretacions a Ben Hur (1959), Les Bijoutiers du clair de lune (1958), The Bravados (1958), Billy Rose's Jumbo (1962), Venus imperial (1962), La caiguda de l'Imperi Romà (1964), Genghis Khan (1965), Fantastic Voyage (1966) i Shalako (1968).